# Palawanomys furvus
Palawanomys furvus  (Musser & Newcomb, 1983) è l'unica specie del genere Palawanomys (Musser & Newcomb, 1983), endemica dell'Isola di Palawan.

## Descrizione
Roditore di medie dimensioni, con lunghezza della testa e del corpo tra  mm, la lunghezza della coda tra 140 e 160 mm, la lunghezza del piede tra 31 e 35 mm, la lunghezza delle orecchie tra 17 e 20 mm e un peso fino a 120 g.

Il cranio è piccolo con un rostro moderatamente lungo e largo. La regione inter-orbitale è stretta, la scatola cranica è allungata.

Sono caratterizzati dalla seguente formula dentaria:
I: {\displaystyle {\frac {1}{1}}}; C: {\displaystyle {\frac {0}{0}}}; Pm: {\displaystyle {\frac {0}{0}}}; M: {\displaystyle {\frac {3}{3}}\times 2\,=\ 16}
La pelliccia è lunga, densa e lucida. Il colore delle parti superiori è cioccolato. Le parti inferiori sono bruno-grigiastro scuro. Sul petto sono presenti dei peli con la punta biancastra, tale da formare in alcuni individui una chiazza ben distinta. Il dorso delle zampe è marrone. Gli artigli sono incolori. Sono presenti 5 cuscinetti sul palmo delle mani e 6 sulla pianta dei piedi, i quali sono lunghi e stretti. La linea di demarcazione sui fianchi è poco distinta. Le orecchie sono bruno-nerastre e densamente ricoperte di corti peli marroni. La coda è lunga quanto la testa ed il corpo, color cioccolato scuro, coperta di piccoli peli scuri e con 10-12 anelli di scaglie per centimetro. Le femmine hanno un paio di mammelle pettorali, un paio post-ascellari e due paia inguinali.

## Biologia

### Comportamento
È una specie prevalentemente notturna. Si nutre al suolo.

## Distribuzione e habitat
Questa specie è endemica dell'Isola di Palawan, Filippine
Vive nelle foreste montane muschiose tra 1.500 e 1.950 metri di altitudine.

## Conservazione
La IUCN Red List, considerato che gli unici individui conosciuti sono quelli della serie originaria e non ci sono informazioni sull'areale e il proprio habitat, classifica P.furvus come specie con dati insufficienti (DD).